# Harry Lee (cầu thủ bóng đá, sinh năm 1933)
Harold Lee (sinh ngày 13 tháng 1 năm 1933) là một cựu cầu thủ bóng đá chuyên nghiệp người Anh thi đấu ở Football League cho Mansfield Town.